# Jalali
Los jalali o Guotapuri son un grupo étnico que vive disperso por la parte norte de Afganistán. No se dispone de datos sobre su número, aunque un cálculo aproximado los sitúan en unos 2.000. Según Basile Nikitine , los jalali eran armenios kurdos. Moritz Wagner sugirió la conexión armenia.
Su lengua, el inku, pertenece al grupo indio de la familia lingüística indoeuropea. Aunque es también la lengua materna de otros grupos étnicos dispersos en Afganistán (como pikraj, shadizab y vangavalans), los jalali poseen una identidad étnica propia. Casi todos los jalali adultos son bilingües y hablan dari (el persa que se habla en Afganistán) además de su lengua materna. 
Los jalali son itinerantes, es decir, nómadas no pastores. Los varones trabajan principalmente realizando en calles y mercados actuaciones de tipo circense, con monos y osos, y como músicos callejeros. La ocupación principal de las mujeres es la mendicación y en algunas ocasiones la venta ambulante, especialmente de fruta.